# Orde van Sint-Lazarus
De Orde van Sint-Lazarus, voluit Militaire en Hospitaalorde van Sint Lazarus van Jeruzalem geheten is een vereniging of ridderorde met een charitatief karakter. De naar de Bijbelse figuur Lazarus genoemde orde houdt zich vooral bezig met het bestrijden van lepra en het lenigen van de daardoor veroorzaakte nood.
 De historische orde werd tijdens de kruistochten gesticht en later, samengevoegd met de Orde van Carmel, een van de orden van de Franse Kroon. Na het uitroepen van de Franse republiek in 1792 werd de Orde door het Franse parlement afgeschaft.

## De Verenigde Orden van Onze Lieve Vrouwe van de Berg Karmel en Sint Lazarus
De "Orde van Onze Lieve Vrouwe van de Berg Karmel" werd in 1606 door Hendrik IV gesticht en in 1607 door Paus Paulus V erkend.
Hoewel Paus Clemens IX in 1668 de vereniging van de twee Orden had goedgekeurd werd de samenvoeging in 1693 weer ongedaan gemaakt. De Orden kregen weer eigen insignes en kleding en kenden Ridders, Geestelijke Ridders of Kapelaans, Broeders en Novicen. In de loop der jaren werd de Orde die in 1698, 1722, 1767 en 1770 hervormd. De orde ging in de Franse Revolutie ten onder.
Lodewijk XVIII riep zich in 1794 in ballingschap uit tot Koning van Frankrijk en verleende ook Franse orden. De Orde van Sint-Lazarus heeft hij daarentegen nooit verleend. Na de restauratie werden alle brieven van ridders van de Orde die om bevordering of inlichtingen vroegen namens de koning afgedaan met het antwoord dat "Zijne Majesteit over de Orde nog niets besloten had". Ook onder Karel X bleef dat zo en de orde werd in 1830 met alle andere Franse orden met uitzondering van het Legioen van Eer en de Orde van de Academische Palmen wederom afgeschaft. De orde is dan ook uitgestorven.

In 1840 werd de orde door particulieren voor de eerste maal heropgericht. De heroprichters beweerden dat alleen de Orde van Carmel was opgeheven en niet die van Sint-Lazarus. Zij hadden uiteraard geen band met de oude orde en geen recht om zulks te doen.
In 1910 werd de orde door particulieren wederom heropgericht. De heroprichters beweerden wederom dat alleen de Orde van Carmel was opgeheven en niet die van Sint-Lazarus. Zij hadden geen band met de oude orde en geen legitimiteit om een ridderlijke orde op te richten. De Franse staat had de Orde afgeschaft en de laatste ridders waren geruime tijd daarvoor gestorven. Daarom is de Orde door de deskundige Guy Stair Sainty in 'Section IV: Orders revived by questionable authority' geplaatst van zijn standaardwerk 'World Orders of Knighthood & Merit' (ISBN 0971196672). Ook de rol van "beschermer" van de Orde door de Patriarchen van de Melkitische Grieks-Katholieke Kerk verandert daaraan niets. Deze patriarchen hadden namelijk niet het recht om ridderlijke orden te stichten.

Daarbij wordt wel aangetekend dat de liefdadige werken van de orde door iedereen, ook door degenen die deze orde alleen als een vereniging zien, worden erkend en gewaardeerd. Dat de Orde respect heeft verworven blijkt uit het lidmaatschap van enige kardinalen en aanzienlijke edelen en wetenschappers. Onder anderen was de bekende arts en theoloog Albert Schweitzer lid van de Orde. Paus Johannes Paulus II heeft een delegatie van de orde in audiëntie ontvangen.

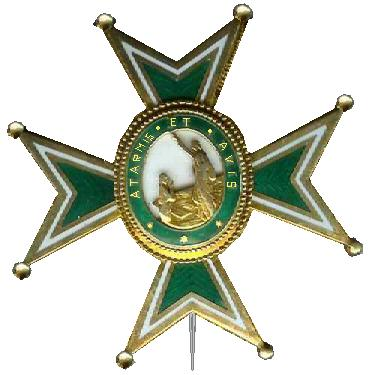
De ridders in deze Orde dragen dit kruis om de hals, op de borst of op een zilveren of gouden ster. Particuliere Verzameling, Groningen

De huidige orde heeft door het vasthouden aan onbewezen of onbewijsbare aanspraken op de voortzetting van de oude ridderorde juridische problemen veroorzaakt. Het is geen orde die onder het canonieke recht valt. De Raad van de Soevereine Militaire Orde van Sint Jan van Jeruzalem en Malta heeft in 1950 de ridders van Malta verboden om toe te treden tot de Orde van Sint-Lazarus en de kanselier van het Franse Legioen van Eer heeft de Markies de Brissac met klem gevraagd om de titel van Grootmeester en het woord "orde" niet in Frankrijk te gebruiken.
In een aantal andere landen werd het optreden van de Orde van Sint-Lazarus beloond met officiële erkenning: Canada in 1963, Oostenrijk in 1977, Kroatië in 1992, Hongarije in 1993. Tsjechië in 2012.
Het is, gezien de toetreding van kardinalen, mogelijk dat de Orde van Sint-Lazarus in de nabije toekomst een meer regulier karakter zal krijgen. Daarvoor zal mogelijk de onbewezen aanspraak op het voortzetten van de oude Franse orde moeten worden opgegeven en zullen gesprekken moeten worden gestart met de SMOM en organisaties, zoals de ICOC.
De onderbroken continuïteit en de omstreden aanspraken op de opvolging in de taken en de naam van de middeleeuwse Hospitaalorde maken de orde omstreden.
Ook het oecumenische karakter van de Orde, de Orde staat voor alle christenen en in beperkte mate ook voor Joden en aanhangers van andere godsdiensten open, zou voor het Vaticaan een struikelblok kunnen zijn.
De Militaire en Hospitaalorde van Sint Lazarus van Jeruzalem is onlangs in twee gelijknamige concurrerende gezelschappen, men spreekt van "obediënties", uiteengevallen.

## De Orde in Nederland
De Orde werd in 1932 door middel van een Grootprioraat in Nederland hersteld. Tot Grootprior werd benoemd de diplomaat Maurits van Vollenhoven, heer van Kleverskerke. Na de Tweede Wereldoorlog werd Van Vollenhoven als Grootprior opgevolgd door de oud minister van Economische Zaken Henri Gelissen. Een andere bekende naoorlogse Grootprior is de Haarlemse burgemeester Leonard de Gou. Hij werd in 1978 als Grootprior opgevolgd door jhr. Boddaert. In Nederland zijn zowel de Franse als de Maltese obediëntie vertegenwoordigd.

## De Franseobediëntie(Paris Obedience)
In 2005 is de Franse tak van de Orde van Sint Lazarus (aanknopend bij de historische achtergrond, de orde was tot 1830 immers een Orde van de Franse Kroon) onder protectoraat geplaatst van de Graaf van Parijs, Hertog van Frankrijk en Chef van het Franse Koninklijke Huis. Hierdoor heeft de Orde via de affiliatie met het hoofd van een destijds regerend Koninklijk Huis (Bourbon), min of meer de status gekregen van een huisorde van de Franse koninklijke familie. Grootmeester van deze tak van de Orde werd Charles-Philippe Marie Louis d'Orléans, prins van Frankrijk, hertog van Anjou (geboren op 3 maart 1973). Hij is de oudste zoon van prins Michel d'Orléans van Frankrijk, graaf van Evreux, en Béatrice Pasquier de Franclieu.

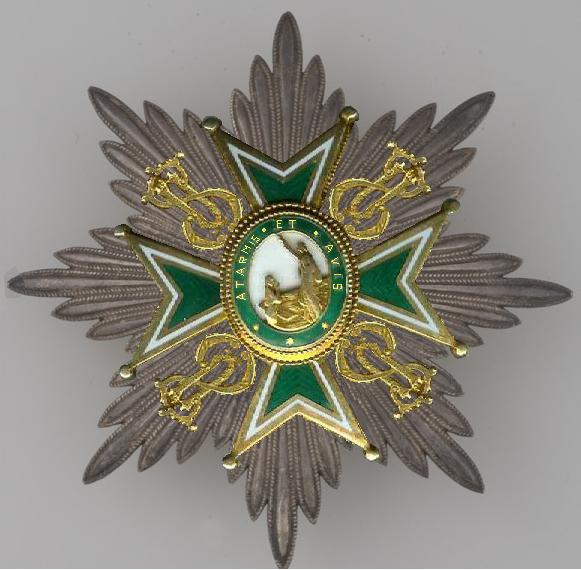
De ster van de Orde van Sint Lazarus.

Volgens kenners van ridderlijke orden is het stichten van een Orde vanuit een staatsrechtelijk perspectief voorbehouden aan hoofden van Koninklijke Families en de regeringen van Republieken. De formele band met de Graaf van Parijs, hoofd van de Franse Koninklijke familie, geeft de Orde van Sint Lazarus meer legitimiteit dan voorheen het geval was.
In 2010 werd prins Charles-Philippe als grootmeester opgevolgd door zijn verre neef Jan Graaf Dobrzensky z Dobrzenicz. Prins Charles-Philippe is sindsdien Grootprior van Frankrijk.
In Nederland is de Franse Obediëntie georganiseerd in het Grootprioraat der Nederlanden. Zij werkt samen met het Erasmus MC en het Academisch Ziekenhuis Maastricht. Internationaal wordt samengewerkt met de Afri-Can Foundation.

## De Maltese obediëntie (Malta Obedience)
Deze tak van de Militaire en Hospitaalorde van Sint Lazarus van Jeruzalem wordt bestuurd door de grootmeester Z.K.H. Don Francisco de Bourbon y de Escasany, Hertog van Sevilla.

### De Maltese obediëntie in de "Lage Landen"
In Nederland werd in 1990 als onderdeel van de wereldwijde Orde, een Commanderij van de Militaire en Hospitaal Orde van St. Lazarus van Jeruzalem opgericht, onder de naam "Commandery of the Netherlands". Aan het maatschappelijk en rechtsverkeer werd deelgenomen middels de stichting Malta Obedience. De Spaanse Bourbon-prins Don Francisco de Borbón y Escasany Hertog van Sevilla was jarenlang Grootmeester van deze obediëntie.
In 1998 had deze Commanderij een zodanige omvang gekregen dat splitsing in een drietal Commanderijen aangewezen leek. De Grootkanselier in Malta benoemde een “Groot Baljuw van de Lage Landen”.
Onder gezag van de Baljuw ontstonden drie Commanderijen te weten de stichting Commanderij St. Willibrord met als zetel Amsterdam, de stichting Commanderij St. Servaas met als zetel Maastricht en de stichting Commanderij St. Maria Magdalena te Leiden.
De stichtingsnaam "Malta Obedience" betekent dat de leden onder gezag staan van de Grootkanselier in Malta.
De voorzitters van de stichtingen worden door de Bailiff (Baljuw) benoemd en worden Commandeurs genoemd.
De Baljuw wordt benoemd door de Grootkanselier en de Grootmeester van de Orde. De Baljuw coördineert het werk van de stichtingen (Commanderijen) en verschijnt in principe op alle formele activiteiten van de Orde en onderhoudt de buitenlandse contacten.

### Liefdadigheid
De leden van de Militaire en Hospitaalorde van Sint Lazarus van Jeruzalem werken vanuit een oud principe voor nieuwe doelen. Ondersteunende doelen waren de Reumafoon en het Baqa a vluchtelingen kamp in Jordanië.
In 2003-2004 kregen gehandicapten zorg in Roemenië (Zalau) en Hongarije (Ceglid), de ETAG en het Mobility Centre in Kigali Rwanda en het orthopedisch centrum in Goma (Kongo) waar leden van de Orde ook dagelijks werken, steun van de Orde.
St. Servaas levert permanente steun aan het "childcare" project in Zuid-Afrika.